# Muzeul Național Belau
Muzeul Național Belau (sau Muzeul Național al republicii Palau) a fost înființat în 1955 și este cel mai vechi muzeu din Micronezia până în prezent. Este situat în Koror, în Republica Palau. Muzeul ocupa fostele spații ale Oficiului Meteorologic al administrației coloniale japoneze. Cu ajutorul republicii Taiwan, muzeul a fost mutat într-o nouă clădire.
Grădina muzeului conține un „bai”, o casă de întâlniri, identică cu cele din vremurile anterioare. Un echivalent este prezentat la Muzeul Etnologic din Berlin. Acest tip de casă avea fațadele pictate (scene mitologice, cotidiene și chiar erotice). Adesea pe fațadă era agățată figura unui „dilukai”, o efigie protectoare, și care trebuia să aducă fertilitate pentru ocupanții „baiului”. În interior, grinzile erau decorate cu un bestiar marin, de asemenea o garanție a pescuitului bun și un mijloc pentru a fi protejați de furtuni și alte calamități meteorologice. Un „bai” este similar cu „latte” din Insulele Mariane. Dar spre deosebire de acesta din urmă, „baiul” nu are stâlpi, este doar ușor ridicat.

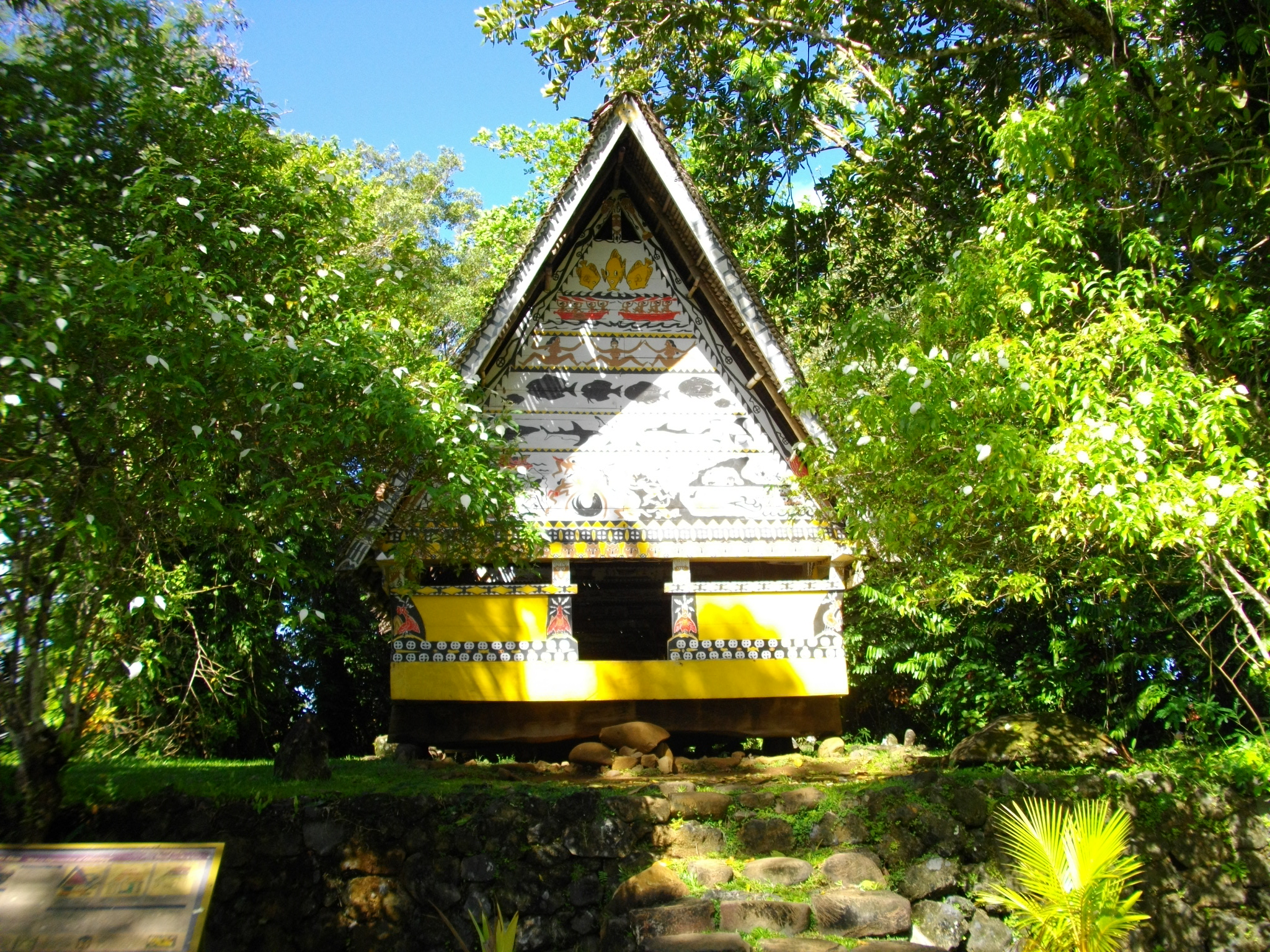
Fațada unui "bai"
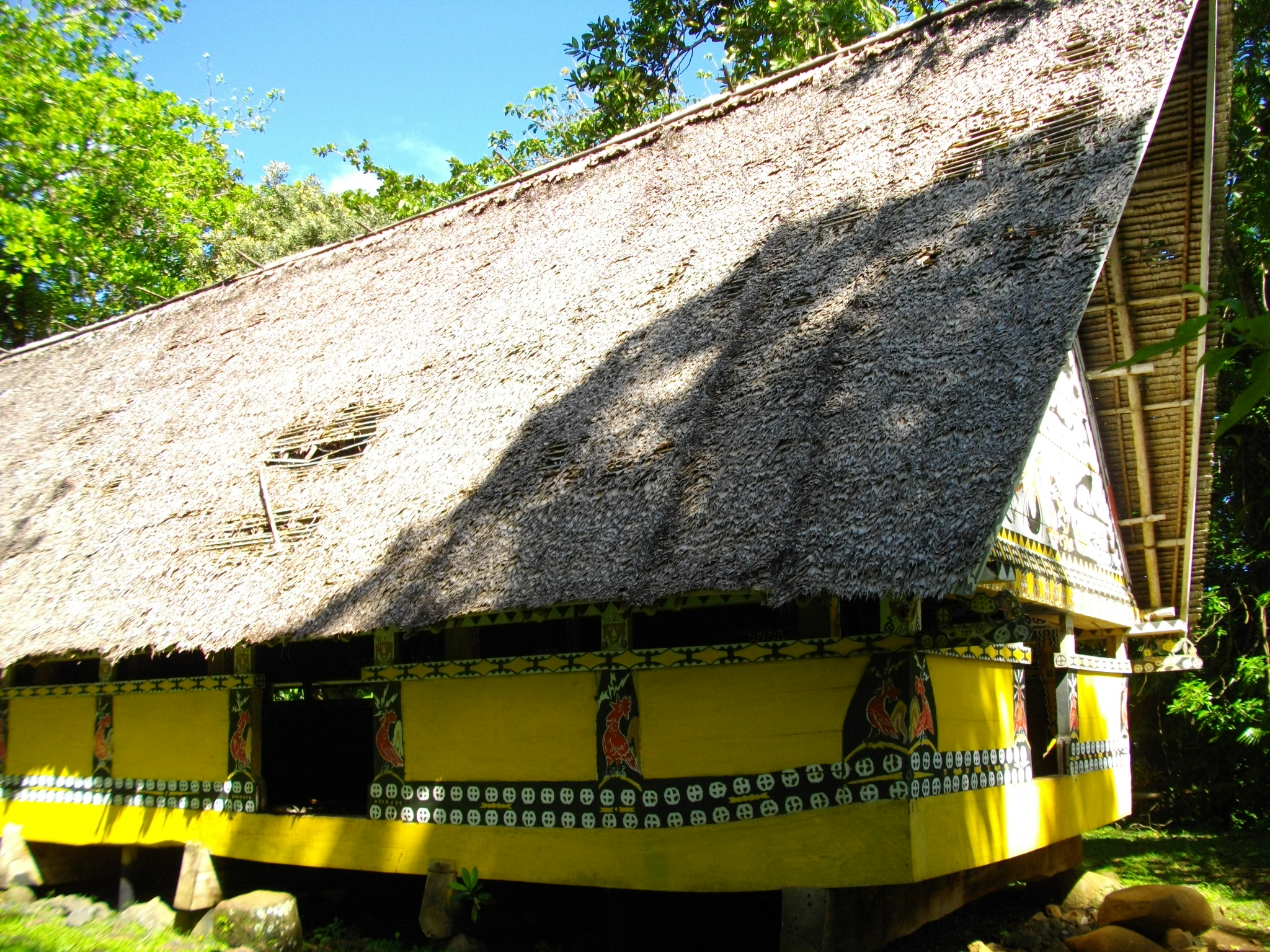
Fațada laterală stângă
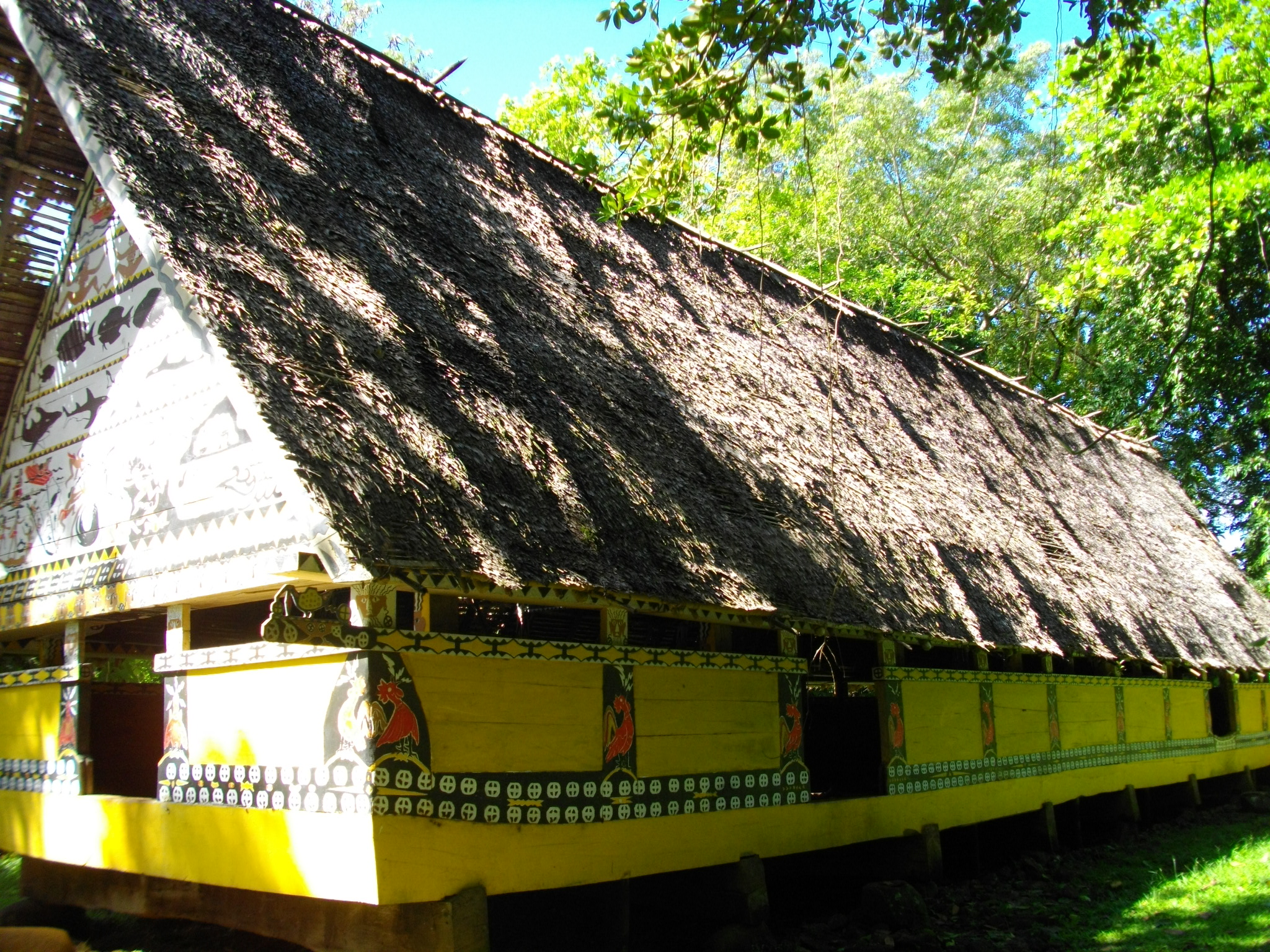
Fațada laterală dreaptă
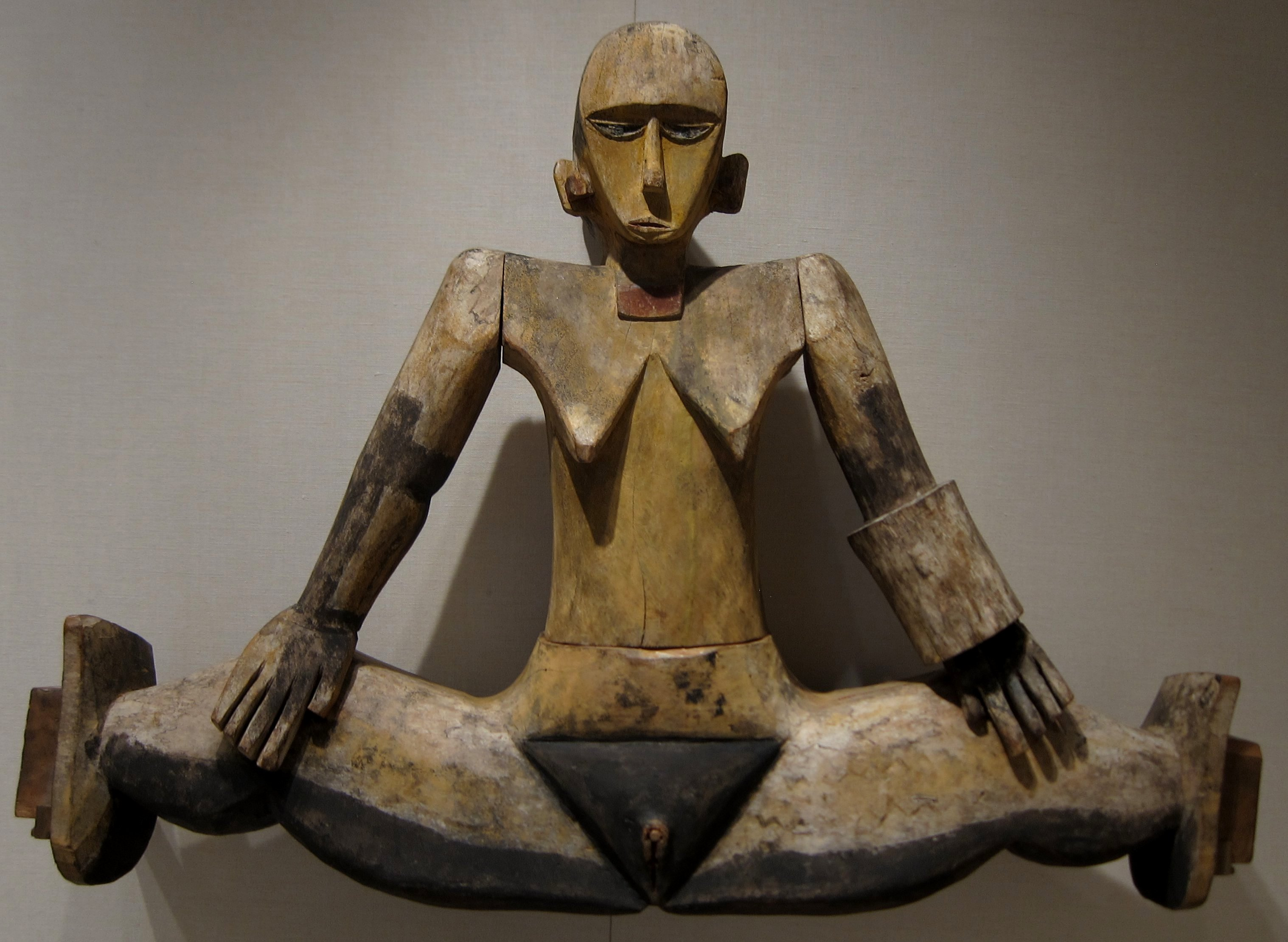
Figură protectoare "Dilukai" (Muzeul Metropolitan de Artă din New York)
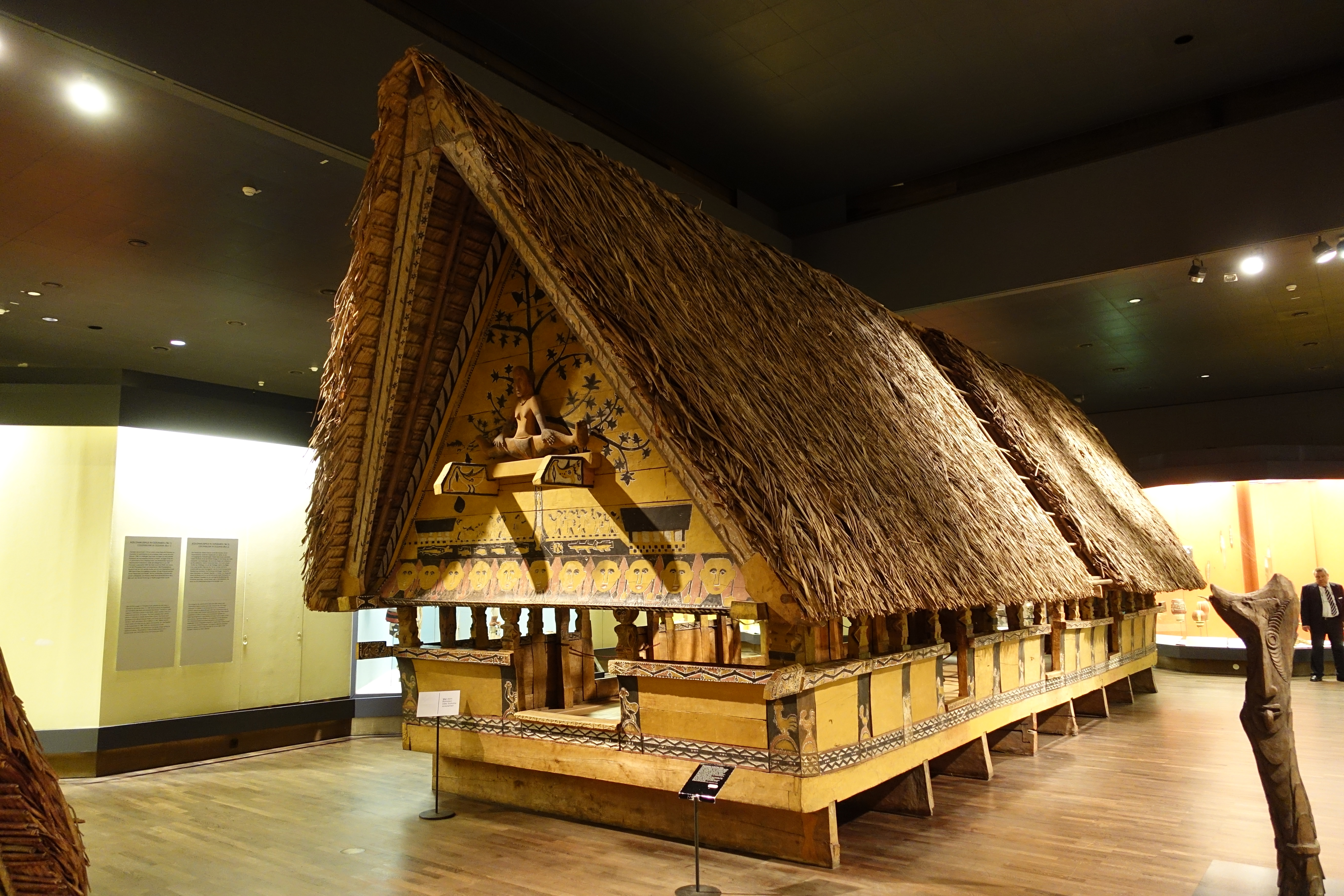
Bai din Muzeul etnologic din Berlin
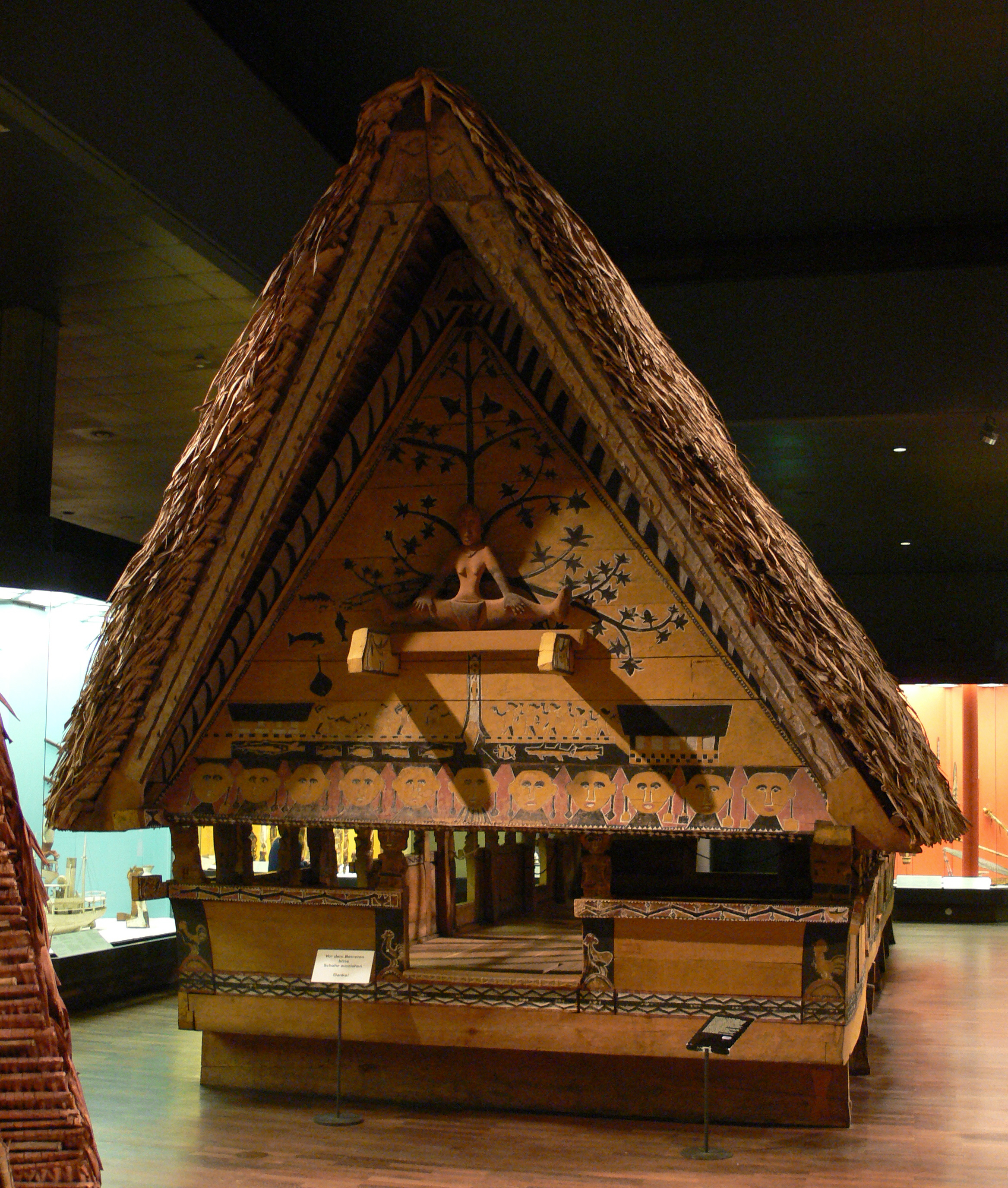
Bai din Muzeul etnologic din Berlin